# 韋德蘭·斯梅洛維奇

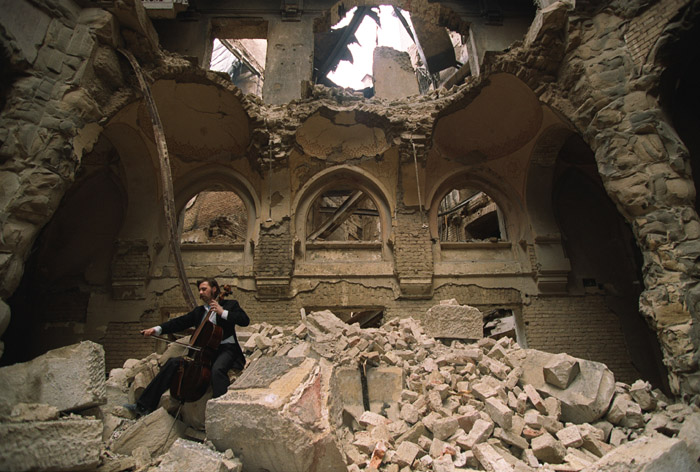
斯梅洛維奇在國家圖書館的廢墟中演奏。俄羅斯攝影師Mikhail Evstafiev於1992年拍攝。

韋德蘭·斯梅洛維奇（Vedran Smajlović，1956年11月11日—）以「塞拉耶佛的大提琴家」之名而聞名，他是一位波士尼亞音樂家，前塞拉耶佛弦樂四重奏的大提琴手。
斯梅洛維奇曾參與塞拉耶佛管弦樂團，在塞拉耶佛歌劇、塞拉耶佛歌劇院中演出。
波士尼亞戰爭爆發後，斯梅洛維奇和塞拉耶佛其他的居民一樣，困於塞拉耶佛圍城戰役（1992年3月1日-1996年2月29日）之中，面臨食物和水短缺，還有槍戰和炮彈轟炸的生活。
1992年5月27日，維斯米其納廣場遭受到迫擊炮攻擊，一群在廣場上排隊買麵包的百姓受到波及，這場攻擊中，有22人死亡，七十多人受傷。斯梅洛維奇為了悼念死去的22人，便在事發地點連續22天演奏大提琴，演奏的曲目為阿爾比諾尼的G小調慢板。此舉受到全世界的注目。
作曲家大衛·懷爾德（David Wilde）因此創作了「塞拉耶佛的大提琴家」這首大提琴曲子，此曲亦收錄在馬友友的專輯中。受到斯梅洛維奇啟發的創作還包括了民謠歌手約翰·麥克卡森（John McCutcheon）的「在塞拉耶佛街上」、加拿大作家伊莉莎白·威爾本（Elizabeth Wellburn）的童書「來自廣場的回聲」，還有亦為加拿大作家史帝芬·蓋洛威（Steven Galloway）以斯梅洛維奇的行動，寫成了小說「塞拉耶佛的大提琴家」，為2008年加拿大的暢銷書。
斯梅洛維奇在圍城戰中，亦免費在數場喪禮上，冒著可能被攻擊的危險進行演奏。
斯梅洛維奇於1993年年底，被安排離開塞拉耶佛，之後他仍繼續參與多場音樂表演，和作曲工作。
他現居於北愛爾蘭的沃倫波因特。